# Amr ibn Adi
Amr ibn Adi ibn Nasr ibn Rabi'a (en árabe: عمرو بن عدي بن نصر بن ربيعة‎, romanizado: ʿAmr ibn ʿAdī ibn Naṣr ibn Rabīʿa) era el primer gran rey lájmida de al-Hira.

## Biografía
La mayoría de los detalles de su vida fueron consideradas grandes invenciones tanto en su momento como a la posterioridad;según Charles Pellat, "a medida que la realidad histórica de este personaje y de los hechos [...] se desdibujaba, la leyenda se servía de su nombre para fijar el tiempo de los hechos desplazados de su secuencia histórica, y de las historias inventadas para explicar proverbios que se habían vuelto ininteligibles".
Según los historiadores árabes medievales, el padre de Amr, Adi, ganó la mano de Raqash, la hermana favorita del Rey Tanukhid Jadhima al-Abrash, mediante una estratagema. Se dice que Amr fue secuestrado cuando era niño por un genio, antes de ser devuelto a su tío. Luego se dice que fue dejado atrás como regente por Jadhima, quien marchó contra al-Zabba (Zenobia), la reina de Palmira. Cuando su tío murió en la batalla, Amr juró vengar su muerte; incluso después de que Zenobia le negara esta oportunidad al suicidarse, apuñalando su cadáver. [lower-alpha 1]
Después de la muerte de su tío, Amr se separó del señorío de Tanukhid y estableció la dinastía lájmida independiente de los Tanukhid. Según el historiador del siglo X al-Tabari, Amr se restableció en la ciudad abandonada de al-Hira y gobernó allí durante 118 años, aunque en otro lugar al-Tabari dice que la vida útil de Amr fue de 120 años, antes de ser sucedido por su hijo Imru al-Qays ibn Amr como Rey en calidad de Estado clientelar en nombre de los persas sasánidas . La mayoría de los historiadores árabes medievales están de acuerdo con esto, y solo al-Ya'qubi da la duración de su reinado como plausible 55 años.
Sin duda, Amr fue una figura histórica, pero es difícil establecer hechos exactos sobre su reinado, aparte de que vivió a finales del siglo III (Armand-Pierre Caussin de Perceval sugirió que su reinado era el período 268-288). La evidencia arqueológica apoya su existencia, pero es contradictoria: la inscripción de al-Namara nombra a Amr y a su hijo, pero como clientes del Imperio Romano en lugar de los persas, mientras que la inscripción de Paikuli indica que Amr era un vasallo del rey sasánida Narsé (r. 293-302). La explicación comúnmente aceptada es que el hijo de Amr en algún momento se pasó a los romanos.

## Maniqueísmo
Amr fue uno de los mecenas más destacados del maniqueísmo, avalo y le otorgó protección a la religión logrando convencer a Narseh de poner fin a la persecución a los maniqueístas. Sin embargo, la persecución de los maniqueos se reanudó después de la muerte de Narseh y el reino de Lakhmid reanudó su apoyo a los maniqueos.